# روبرت غيتس
روبرت غيتس (بالإنجليزية: Robert Gates) (25 سبتمبر 1943 - )، وزير الدفاع الأمريكي منذ 18 ديسمبر 2006 حتى 2011. عين وزيرًا للدفاع بعد استقالة سلفه دونالد رامسفيلد عند فوز الديمقراطيين بانتخابات الكونغرس.
وكان قبلها قد عمل كمديرا لوكالة الاستخبارات المركزية وذلك في الفترة من 1991 إلى 1993، وكان قد بدأ عملهِ فيها عام 1966، وفي عام 1986 كان نائباً لمدير وكالة الاستخبارات المركزية وذلك إلى عام 1989 عندما عين نائباً لمستشار الأمن القومي. وعمل في عهد الرئيس جورج دبليو بوش مديراً لوكالة المخابرات المركزية، وبعدها ترك الوكالة وعمل مديراً لجامعة تكساس أي آند أم، كما عمل في عضوية عدد من مجالس الإدارة لشركات مختلفة، ومن المناصب التي تولاها منصب عضو في لجان جيمس بيكر والمجموعة المكلفة بدراسة الوضع في العراق. ثم تم ترشيحهُ لمنصب أمين إدارة الأمن الداخلي التي أنشئت بعد أحداث 11 سبتمبر 2001، ولكنه رفض تعيينه لهذا المنصب لكي يحتفظ بإدارة جامعة تكساس.
وبعد انتخاب الرئيس باراك أوباما وقيامه بتشكيل إدارته أبقاه في وزارة الدفاع.

## آراء
كشف عدة مسؤولين رفيعي المستوى في الإدارة الأمريكية أن روبرت جيتس قبل تقاعده وصف رئيس الوزراء الإسرائيلي بنيامين نتنياهو بأنه ناكر للجميل، ويعرض بلاده للخطر من خلال رفضه فك عزلة إسرائيل المتنامية والتحديات الديموغرافية التي يواجهها حال استمر في السيطرة على الضفة الغربية، وكان هذا في اجتماع لمجلس الأمن القومي الأمريكي، وكان هذا الكلام موجهًا إلى الرئيس الأمريكي باراك أوباما، ولم يعترض عليه أحد من أعضاء المجلس.

## روابط خارجية
- روبرت غيتس على موقع IMDb (الإنجليزية)
- روبرت غيتس على موقع الموسوعة البريطانية (الإنجليزية)
- روبرت غيتس على موقع مونزينجر (الألمانية)
- روبرت غيتس على موقع إن إن دي بي (الإنجليزية)
- روبرت غيتس على موقع ديسكوغز (الإنجليزية)
- روبرت غيتس على موقع قاعدة بيانات الفيلم (الإنجليزية)